# Maeve Binchy

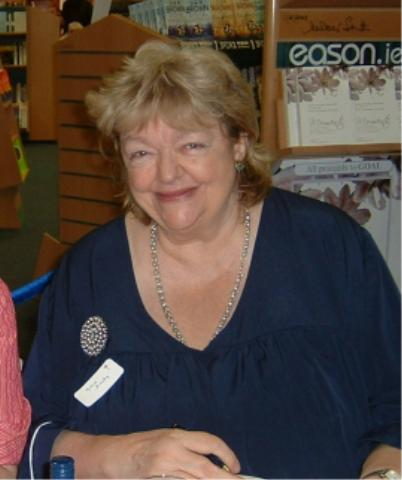
Maeve Binchy

Maeve Binchy (ur. 28 maja 1939 w Dalkey, zm. 30 lipca 2012 w Dublinie) – irlandzka pisarka.
Zaczynała jako dziennikarka w The Irish Times.
W Polsce w latach 1997-2004 wydano 11 książek Maeve Binchy.
Jej powieści opowiadają głównie o Irlandii, jej miastach i wsiach, burzliwym rozwoju w ostatnich dziesięcioleciach i stosunku do dawnego kolonizatora - Wielkiej Brytanii.

## Powieści
- Light a Penny Candle (1982)
- The Lilac Bus (1984)
- Echoes (1985)
- Firefly Summer (1987)
- Silver Wedding (1988)
- Circle of Friends (1990) (W kręgu przyjaciół, podstawa znanego filmu z roku 1995)
- The Copper Beech (1992)
- The Glass Lake (1994)
- Evening Class (1996)
- Tara Road (1998)
- Scarlet Feather (2000)
- Quentin's (2002)
- Nights of Rain and Stars (2004)
- Whitethorn Woods (2006)
- Minding Frankie (2010)

## Zbiory opowiadań
- Victoria Line, Central Line (London Transports)
- Dublin 4
- This Year It Will Be Different
- Return Journey (1998)
- Return Journey and Other Stories

## Literatura faktu
- Aches & Pains
- The Maeve Binchy Writers' Club